# Iwajło Gabrowski
Iwajło Gabrowski, bułg. Ивайло Габровски (ur. 31 stycznia 1978 w Sofii) – bułgarski kolarz szosowy. Jeździ w barwach tureckiej grupy zawodowej Konya Torku Seker Spor, a do zawodowego peletonu należy od 2000 roku.
Jest dwunastokrotnym mistrzem Bułgarii, pięciokrotnym zwycięzcą wyścigu Dookoła Bułgarii, a w 2007 roku wygrał Presidential Cycling Tour of Turkey.

## Najważniejsze zwycięstwa
- 2001
  - mistrzostwo kraju w jeździe indywidualnej na czas
  - Tour de l’Ain
- 2002
  - mistrzostwo kraju ze startu wspólnego
- 2003
  - mistrzostwo kraju w jeździe indywidualnej na czas
  - Dookoła Bułgarii
- 2004
  - mistrzostwo kraju w jeździe indywidualnej na czas
  - Dookoła Bułgarii
- 2005
  - mistrzostwo kraju w jeździe indywidualnej na czas
  - mistrzostwo kraju ze startu wspólnego
  - Dookoła Rumunii
- 2006
  - mistrzostwo kraju w jeździe indywidualnej na czas
  - mistrzostwo kraju ze startu wspólnego
  - Dookoła Bułgarii
  - Dookoła Serbii
- 2007
  - mistrzostwo kraju w jeździe indywidualnej na czas
  - mistrzostwo kraju ze startu wspólnego
  - Presidential Cycling Tour of Turkey
- 2008
  - mistrzostwo kraju w jeździe indywidualnej na czas
  - Dookoła Bułgarii
- 2009
  - mistrzostwo kraju ze startu wspólnego
  - Dookoła Bułgarii
- 2011
  - Dookoła Bułgarii
- 2012
  - Presidential Cycling Tour of Turkey
    - 1. miejsce na 3. etapie